# Automat de vânzare
Automatele de vânzare sunt aparate (mașini) folosite pentru vânzare automatizată, în regim non-stop a unor bunuri de folosință  curentă, produse de care este nevoie în mod instantaneu sau care se cumpără în urma unei idei de moment cum ar fi: țigări, cafea, dulciuri, băuturi răcoritoare, ziare, etc. Vânzarea se face fără vânzător/casier, prin autoservire. Ele sunt amplasate în locuri cu trafic intens, în stații de benzină, restaurante etc.